# 姚伷
姚 伷（よう ちゅう）は、中国後漢末期から三国時代の政治家。字は子緒。益州巴西郡閬中県の人。

## 事績
劉備が益州を平定した後、工曹書佐に任命された。
建興元年（223年）、広漢太守となった。同郡の龔禄と並んで名声を博しており、張嶷と親しく交わっていた。
建興5年（227年）、諸葛亮が漢中に駐屯した際、召し寄せられて丞相掾となった。
文武に秀でた人材を推挙したので、諸葛亮は賞賛して「人材を推挙すること以上に国家の益になることはない。人材を推挙する者は、誰しも自分の好む分野にだけ熱心となるが、姚伷は文武双方で優秀な人材を増やしてくれている。博雅であると言えよう。願わくば、他の掾たちもこのことを心がけ、期待に応えるように」と語った。その後、参軍となった。
諸葛亮の死後も昇進を続け、尚書僕射まで至った。人々は姚伷の誠実さと純粋さに敬服していたという。
延熙5年（242年）に死去した。